# قنبرة طويلة المنقار

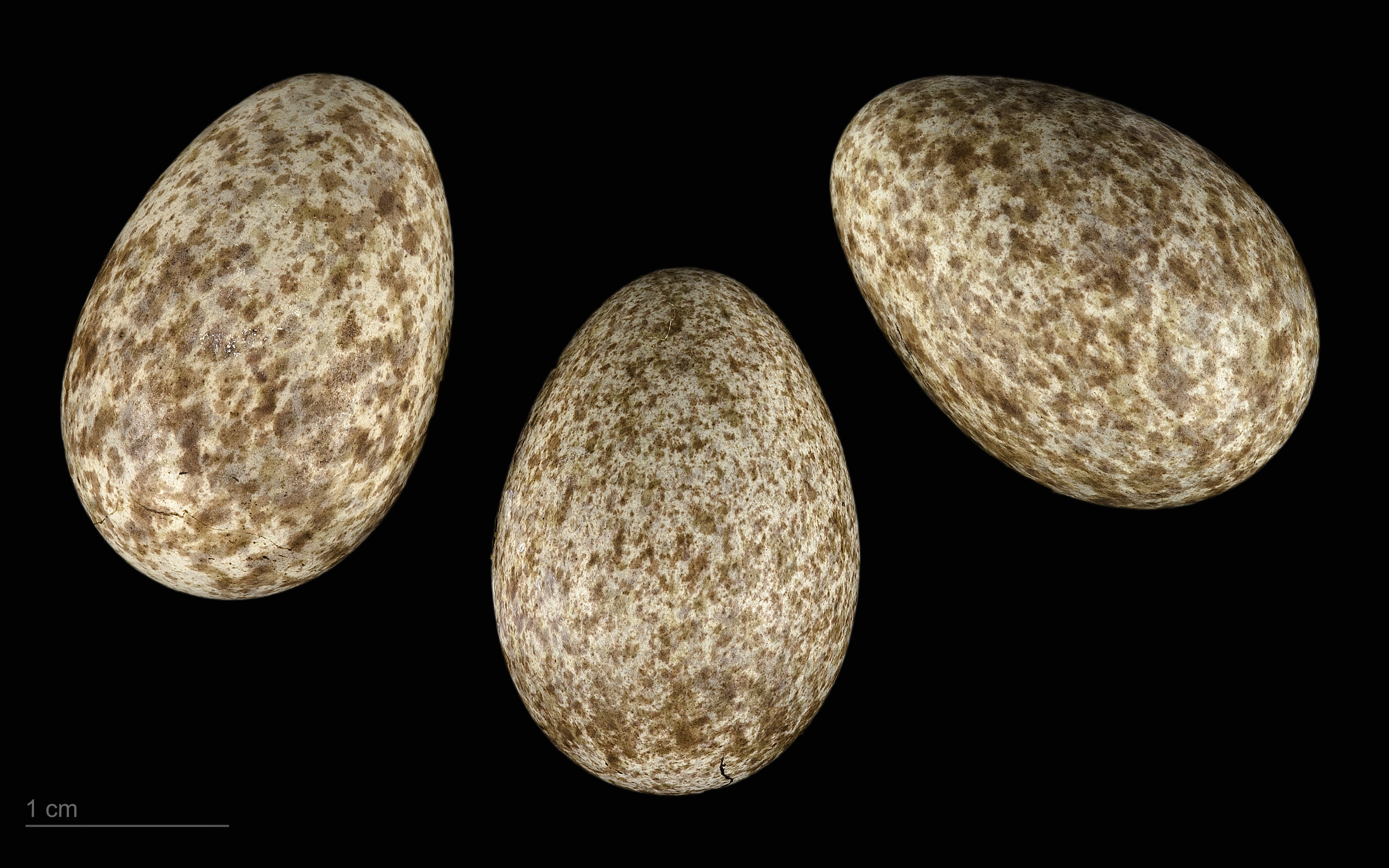
Chersophilus duponti duponti

قنبرة طويلة المنقار وتسمى أيضا قبرة ديوبونت (الاسم العلمي: Chersophilus duponti) (بالإنجليزية: Dupont's Lark)‏، هو طائر ينتمي إلى قبرة (فصيلة: Alaudidae).